# Linia kolejowa P’yŏngna
Linia kolejowa P’yŏngna (kor. 평라선) – zelektryfikowana linia kolejowa w Korei Północnej o długości 819 km i standardowym rozstawie szyn (1435 mm), łącząca stolicę kraju, Pjongjang, ze znajdującą się na północnym wschodzie specjalną strefą ekonomiczną Rasŏn (Rajin-Sŏnbong). Główna i najdłuższa linia kolejowa w północnej części Półwyspu Koreańskiego, łączy także największe miasta KRLD: Hamhŭng, Tanch’ŏn, Kimch’aek oraz Ch’ŏngjin. W Rasŏn przechodzi w linię Hambuk, a następnie w linię Hongŭi, która zapewnia Korei Północnej połączenie kolejowe z Rosją – przez graniczną miejscowość Hasan (odległą od Rajin o 52 km) do Władywostoku, a także dalej, do Moskwy. Obecnie jednak regularne, bezpośrednie połączenie pasażerskie z Pjongjangu do stolicy Rosji w postaci wagonów dołączanych do składów kolei transsyberyjskiej jest zawieszone. Ze stolicy KRLD do Moskwy pociągiem można w tej chwili dotrzeć wyłącznie linią P’yŏngŭi, z przesiadką w Pekinie.
Linia posiada na całej długości liczne odgałęzienia, z których nie wszystkie są zelektryfikowane. Stan techniczny trasy jest zły, na większości trasy pociągi poruszają się z prędkością nie większą, niż 40–50 km/h. Ze względu na często występujące na terenie Korei Północnej przerwy w dostawach prądu, podróż z Pjongjangu do Rajin zajmuje niekiedy nawet kilka dni. Linia jest jednotorowa (posiada jedynie mijanki na niektórych stacjach), co dodatkowo zmniejsza jej przepustowość.
Trasą kursują pociągi dalekobieżne relacji Pjongjang – Rajin, Sariwŏn – Rajin, Pjongjang – Tumangang (ostatnia stacja w KRLD przed granicą z Rosją), Pjongjang – Musan, Pjongjang – Ch’ŏngjin, Pjongjang – Hamhŭng.

## Ważniejsze stacje
- Pjongjang
- P’yŏngsŏng
- Hamhŭng Główny
- Kimch’aek
- Kilju Ch’ŏngnyŏn
- Ch’ŏngjin Główny (Ch’ŏngnyŏn)
- Rajin

## Historia
Łącząca Pjongjang i powiat Kowŏn linia P’yŏngwŏn (pierwsze 223 km linii) powstała jeszcze przed II wojną światową. Fragment linii z Kowŏnu do Ch’ŏngjinu powstał natomiast jako część 666-kilometrowej linii Hamgyŏng, łączącej Wŏnsan i stację Sambong (powiat Onsŏng, prowincja Hamgyŏng Północny). Prace przy budowie kolejnych odcinków trasy wstrzymał wybuch wojny koreańskiej w czerwcu 1950 roku. Linia zelektryfikowana w całości w 1960 roku, w dużej mierze dzięki pomocy udzielonej Koreańczykom z Północy przez Chiny oraz Związek Radziecki w ramach odbudowy powojennych zniszczeń. Odcinek Ch’ŏngjin – Rajin oddano do użytku 10 czerwca 1965 roku.